# Július Goga
Július Goga (* 3. října 1954) je bývalý slovenský fotbalista, záložník.

## Fotbalová kariéra
V československé lize hrál za Inter Bratislava a Slovan Bratislava. Nastoupil v 75 ligových utkáních a dal 7 gólů. V Poháru UEFA nastoupil ve 3 utkáních. V nižších soutěžích hrál i za VTJ Žatec.

## Ligová bilance
| Ročník                                   | Zápasy | Góly | Klub              |
| ---------------------------------------- | ------ | ---- | ----------------- |
| 1. československá fotbalová liga 1973/74 | 18     | 3    | Inter Bratislava  |
| 1. československá fotbalová liga 1974/75 | 8      | 0    | Inter Bratislava  |
| 1. československá fotbalová liga 1975/76 | 15     | 1    | Inter Bratislava  |
| 1. československá fotbalová liga 1976/77 | 24     | 3    | Inter Bratislava  |
| 1. československá fotbalová liga 1977/78 | 1      | 0    | Inter Bratislava  |
| 1. československá fotbalová liga 1977/78 | 9      | 0    | Slovan Bratislava |
| Česká národní fotbalová liga 1978/79     | -      | -    | VTJ Žatec         |
| CELKEM 1. liga                           | 75     | 7    |                   |